# Solid State Communications
Solid State Communications is een internationaal, aan collegiale toetsing onderworpen wetenschappelijk tijdschrift op het gebied van de fysica van de gecondenseerde materie.
De naam wordt in literatuurverwijzingen meestal afgekort tot Solid State Commun.
Het wordt uitgegeven door Elsevier.
Het eerste nummer verscheen in 1963.
Solid State Communications is een zustertijdschrift van Journal of Physics and Chemistry of Solids dat gespecialiseerd is in korte, snel gepubliceerde artikelen (communications). Het heeft ook nog een extra-snelle route voor belangrijke nieuwe ontwikkelingen.